# Genk
Genk es una ciudad de Bélgica, localizada en la Provincia de Limburgo, cerca de Hasselt. Genk es una de las ciudades industriales más importantes de Flandes, localizada sobre el canal Alberto entre Amberes y Lieja.

## Demografía

### Evolución
Todos los datos históricos relativos al actual municipio, el siguiente gráfico refleja su evolución demográfica, incluyendo municipios después de efectuada la fusión el 1 de enero de 1977.
| Gráfica de evolución demográfica de Genk entre 1846 y 2020 |
|                                                            |

## Deportes
| Equipo   | Deporte | Competición                 | Estadio       | Creación |
| -------- | ------- | --------------------------- | ------------- | -------- |
| KRC Genk | Fútbol  | Primera División de Bélgica | Luminus Arena | 1923     |

## Personas famosas
- Neel Doff, escritor (1858-1942)
- Martin Margiela, diseñador de modas (n. 1957)
- Dirk Medved, futbolista, defensa (n. 1968)
- Ronny Gaspercic, futbolista, portero (n. 1969)
- Benjamin De Ceulaer, futbolista (n. 1983)

## Ciudades hermanadas
- Cieszyn, Polonia
- Francistown, Botswana
- San Giovanni in Fiore, Italia